# Purnujärvi (sjö i Lappland, lat 66,62, long 26,55)
Purnujärvi är en sjö i Finland. Den ligger i kommunen Rovaniemi i landskapet Lappland, i den norra delen av landet, 700 km norr om huvudstaden Helsingfors. Purnujärvi ligger 158,1 meter över havet. Arean är 35,3 hektar och strandlinjen är 3,82 kilometer lång. Sjön  ingår i Kemi älvs huvudavrinningsområde. 